# Фонтјен
Фонтјен (фр. Fontienne) насеље је и општина у Француској у региону Прованса-Алпи-Азурна обала, у департману Горњопровансалски Алпи која припада префектури Форсалкје.
По подацима из 2011. године у општини је живело 132 становника, а густина насељености је износила 16,14 становника/km². Општина се простире на површини од 8,18 km². Налази се на средњој надморској висини од 723 метара (максималној 894 m, а минималној 513 m).

## Демографија
| 1962. | 1968. | 1975. | 1982. | 1990. | 1999. | 2011. |
| ----- | ----- | ----- | ----- | ----- | ----- | ----- |
| 12    | 25    | 24    | 52    | 73    | 116   | 132   |

График промене броја становника у току последњих година